# União das Freguesias de Creixomil e Mariz
União das Freguesias de Creixomil e Mariz, kurz Creixomil e Mariz, ist eine Gemeinde (Freguesia) im Kreis (Concelho) von Barcelos im Norden Portugals.
In der Gemeinde leben 1.208 Einwohner auf einer Fläche von 6,98 km² (Stand nach Zahlen von 2011).
Die Gemeinde entstand im Zuge der Gebietsreform in Portugal am 29. September 2013 durch Zusammenlegung der bisherigen Gemeinden Creixomil (Barcelos) und Mariz. Creixomil wurde Sitz der Gemeinde.